# Jelly Belly-Kenda/Saison 2013
Dieser Artikel listet Erfolge und Fahrer des Radsportteams Jelly Belly-Kenda in der Saison 2013 auf.

## Erfolge in der UCI America Tour
| Datum    | Rennen                                         | Kat. | Fahrer         |
| -------- | ---------------------------------------------- | ---- | -------------- |
| 27. Mai  | US-amerikanische Meisterschaft – Straßenrennen | CN   | Fred Rodriguez |
| 23. Juni | Mexikanische Meisterschaft – Straßenrennen     | CN   | Luis Lemus     |

## Zugänge – Abgänge
| Zugänge                    | Team 2012                       | Abgänge          | Team 2013        |
| -------------------------- | ------------------------------- | ---------------- | ---------------- |
| Ian Burnett                | Competitive Cyclist Racing Team | Sergio Hernandez | Predator Cycling |
| Morgan Schmitt             | Team Exergy                     | Menso De Jong    | Unbekannt        |
| Serghei Țvetkov            | Team Exergy                     | Scott Stewart    | Unbekannt        |
| Ben Wolfe                  | Neoprofi                        |                  |                  |
| Fred Rodriguez (ab 8. Mai) | Team Exergy                     |                  |                  |

## Mannschaft
| Name                  | Geburtstag        | Nationalität       |
| --------------------- | ----------------- | ------------------ |
| Ian Burnett           | 9. Dezember 1986  | Vereinigte Staaten |
| Alex Hagman           | 16. Dezember 1983 | Vereinigte Staaten |
| Nic Hamilton          | 10. Oktober 1986  | Kanada             |
| Brad Huff             | 5. Februar 1979   | Vereinigte Staaten |
| Christian Kriek       | 19. Juni 1989     | Südafrika          |
| Luis Lemus            | 21. April 1992    | Mexiko             |
| Sean Mazich           | 11. Mai 1986      | Vereinigte Staaten |
| Emerson Oronte        | 29. Januar 1990   | Vereinigte Staaten |
| Jeremy Powers         | 29. Juni 1983     | Vereinigte Staaten |
| Fred Rodriguez        | 3. September 1973 | Vereinigte Staaten |
| Morgan Schmitt        | 3. Januar 1985    | Vereinigte Staaten |
| Serghei Țvetkov       | 29. Dezember 1988 | Moldau             |
| Ricardo van der Velde | 19. Februar 1987  | Niederlande        |
| Ben Wolfe             | 15. Juli 1993     | Vereinigte Staaten |